# Nesles-la-Vallée
Nesles-la-Vallée – miejscowość i gmina we Francji, w regionie Île-de-France, w departamencie Dolina Oise.
Według danych na rok 2009 gminę zamieszkiwało 1861 osób, a gęstość zaludnienia wynosiła 138 osób/km² (wśród 1287 gmin regionu Île-de-France Nesles-la-Vallée plasuje się na 526. miejscu pod względem liczby ludności, natomiast pod względem powierzchni na miejscu 215.).